# 派什提戈大火
派什提戈大火（英語：Peshtigo fire）是1871年10月8日發生於美國威斯康星州的大型森林火災，主要受災範圍為威州多尔半岛、及密西根上半島南部。受災最嚴重的地方是威斯康星州的小鎮派什提戈。燃燒面積1,200,000英畝，死亡人數則估計在1,500–2,500
。派什提戈大火是有紀錄以來的最致命野火。